# Вертолётные деньги
«Вертолётные деньги» (англ. Helicopter money) — мысленный эксперимент Милтона Фридмана, призванный продемонстрировать отсутствие реального эффекта денежной эмиссии. Фридман представил эмиссию упрощённо в виде разбрасывания денег с вертолёта. Если люди соберут сброшенные деньги и начнут их тратить, это не приведёт к росту реального выпуска (ВВП) в экономике. Будет наблюдаться лишь номинальный эффект в виде роста цен (инфляции) и номинального выпуска. Аналогичный мысленный эксперимент использовался ранее Давидом Юмом.
Впоследствии образ, придуманный Фридманом, был переосмыслен и словосочетание «вертолётные деньги» стали использовать для описания нетрадиционных инструментов денежно-кредитной политики в сочетании с фискальной политикой. Предполагалось, что в качестве нетрадиционного инструмента «вертолётные деньги» будут иметь реальный эффект.

## История термина

### Формулировка Фридмана
Мысленный эксперимент с разбрасыванием денег с вертолёта приведён в книге «Оптимальное количество денег» (The Optimum Quantity of Money), опубликованной в 1969 году. Фридман предлагает рассмотреть гипотетическое общество, в котором выполнены следующие условия.
1. Постоянная численность населения с неизменными предпочтениями.
2. Постоянное количество ресурсов с неизменным уровнем технологий.
3. Общество не статично, а стационарно. Несмотря на заданный уровень ряда показателей, возможны случайные шоки, присутствует динамика и неопределённость.
4. Рынки конкурентны.
5. Капитал не меняется: не обновляется, не изнашивается и не требует обслуживания.
6. Капитал принадлежит членам общества, которые сами получают доход от него без возможности передачи другим.
7. Отсутствует кредитование.
8. Существует только обмен товарами и услугами друг на друга или на деньги.
9. Цены гибкие и могут свободно меняться.
10. Все деньги являются фиатными (бумажными).
11. У каждого человека есть по 1000 долларов в кармане.

Такие нереалистичные предположения сделаны для того, чтобы выделить чистый эффект от увеличения количества денег, не смешивая его с другими причинно-следственными связями, которые возможны в сложной экономике. Тогда количество денег, которое нужно будет экономике, определяется уравнением обмена из количественной теории денег. Это количество будет равно примерно 10% годового дохода, или в 5,2 раза больше недельного дохода при условии, что скорость обращения денег около 10.
Фридман предлагает следующий мысленный эксперимент:

Предположим, что в один прекрасный день над этой общиной пролетит вертолёт и сбросит 1000 долларов США, которые, конечно же, спешно соберут члены этой общины. Предположим также, что все убеждены в том, что это уникальное событие, которое никогда не повторится. Для начала дополнительно предположим, что каждый член общины сумеет собрать такое количество денег, которое равно уже имеющейся у него сумме, так что каждый удвоит свою наличность.
— M. Friedman "The Optimum Quantity of Money"
Получится, что количество денег будет в 10,4 раза больше недельного дохода. Если люди будут просто держать их у себя, то ничего не произойдёт. Однако люди и раньше могли держать столько же денег, если бы тратили меньше, но они не делали этого. Поэтому вероятнее всего каждый из членов общины предпочтёт израсходовать дополнительные деньги. При этом потратить больше можно только если кто-то другой захочет тратить меньше и готов сохранить большее количество денег у себя. Так как тратить хотят все, неизбежно вырастут цены. Реальное производство не поменяется.

### Формулировка Юма
До Фридмана похожий эксперимент был предложен Юмом в эссе «О проценте». Юм пытался показать, что увеличение количества денег (золота и серебра) не способно снизить процентную ставку.

...предположим, что в одну ночь в карман каждого гражданина Великобритании каким-нибудь чудом опущено по пяти фунтов стерлингов; это более чем удвоило бы количество денег, которое в настоящее время обращается в государстве. Между тем ни на другой день, ни в последующие дни число заимодавцев не увеличится и такса процентов не изменится; и если бы государство состояло только из землевладельцев и крестьян, то эти деньги, как бы много их ни было, никогда не могли бы скопиться в крупные суммы, и единственным последствием перемены было бы увеличение цен всех товаров. Расточительный землевладелец истратит свои деньги так же скоро, как получил их, а жалкий крестьянин не имеет ни возможности, ни желания, ни честолюбия приобрести что-нибудь сверх того, что необходимо для поддержки его существования. Так как, следовательно, число нуждающихся в займе будет на столько же превышать число заимодавцев, как и прежде, то такса процентов нисколько не уменьшится. Это уменьшение подчиняется другому закону и обусловливается развитием трудолюбия и бережливости, искусств и торговли.
— Д. Юм «О проценте»

### Формулировка Бернанке
Бен Бернанке использовал словосочетание «вертолётные деньги» в своём выступлении в 2002 году для описания нетрадиционной денежно-кредитной политики в условиях, когда во время рецессии ставка ФРС окажется близкой к нулю. Один из вариантов предполагает, что государство может снизить налоги, профинансировав государственные расходы либо за счёт прямой эмиссии, либо за счёт массированной покупки государственных облигаций центральным банком. В последнем случае «вертолётные деньги» не являются обычной денежной эмиссией. Скорее они являются результатом взаимодействия денежно-кредитной и фискальной политики.

## Нетрадиционные инструменты
«Вертолётные деньги» были предложены в качестве альтернативы количественному смягчению в ситуации, когда процентные ставки близки к нулю или даже отрицательные, а экономика остаётся слабой или входит в рецессию. Распределение денег среди конечных потребителей может быть достигнуто как за счёт прямых безвозмездных выплат денежных средств физическим лицам, так и за счёт снижения налогов для них. Целью является повышение потребительского спроса и стимулирование экономической активности.

### Примеры
- В 2016 году в Японии были «вброшены» в экономику 28 трлн. иен (274 млрд долларов), предоставленных Банком Японии. Часть их была выделена малообеспеченным гражданам — 22 миллиона человек с низкими доходами получили единовременно по 150 долларов[5][6].
- В марте 2020 года в США в рамках мероприятий по стимулированию экономики во время пандемии COVID-19 были предусмотрены прямые выплаты гражданам, чей скорректированный валовый доход не превышает 75 000 долларов в год, в размере 1200 долларов на взрослого, дополнительно были предусмотрены выплаты в размере 500 долларов на каждого ребёнка[7][8][9][10].